# Andrea Locatelli (motociclista)
Andrea Locatelli (Alzano Lombardo, Italia; 16 de octubre de 1996) es un piloto de motociclismo italiano que participa en el Campeonato Mundial de Superbikes con el PATA Maxus Yamaha.
Ganó el campeonato italiano de velocidad en la categoría de Moto3 en 2013, y también fue ganador del trofeo italiano Honda NSF250R en 2012.

## Biografía
En 2013, el equipo Mahindra Racing le confió una motocicleta oficial para participar en el campeonato italiano de velocidad, donde se convirtió en campeón nacional en la categoría Moto3.
Los buenos resultados en el campeonato italiano lo hicieron ganar un comodín para debutar en el Campeonato Mundial de Moto3 en el Gran Premio de Italia 2013, terminó la carrera en el 22 lugar. También en 2013 obtuvo otro comodín para disputar el Gran Premio de San Marino 2013, que también concluyó fuera de la zona de puntos.

## Resultados

### Campeonato del Mundo de Motociclismo
Sistema de puntuación de 1993 hasta 2022:
| Posición | 1.º | 2.º | 3.º | 4.º | 5.º | 6.º | 7.º | 8.º | 9.º | 10.º | 11.º | 12.º | 13.º | 14.º | 15.º |
| Puntos   | 25  | 20  | 16  | 13  | 11  | 10  | 9   | 8   | 7   | 6    | 5    | 4    | 3    | 2    | 1    |

#### Por temporada
| Temp. | Cat.  | Moto     | Equipo                    | Carreras | Victorias | Podios | Poles | V.Ráp. | Pts. | Pos. |
| ----- | ----- | -------- | ------------------------- | -------- | --------- | ------ | ----- | ------ | ---- | ---- |
| 2013  | Moto3 | Mahindra | Mahindra Racing           | 2        | 0         | 0      | 0     | 0      | 0    | NC   |
| 2014  | Moto3 | Mahindra | San Carlo Team Italia     | 16       | 0         | 0      | 0     | 0      | 0    | NC   |
| 2015  | Moto3 | Honda    | Gresini Racing Team Moto3 | 14       | 0         | 0      | 0     | 0      | 33   | 20.º |
| 2016  | Moto3 | KTM      | Leopard Racing            | 18       | 0         | 2      | 0     | 2      | 96   | 9.º  |
| 2017  | Moto2 | Kalex    | Italtrans Racing Team     | 18       | 0         | 0      | 0     | 0      | 8    | 28.º |
| 2018  | Moto2 | Kalex    | Italtrans Racing Team     | 18       | 0         | 0      | 0     | 0      | 52   | 15.º |
| 2019  | Moto2 | Kalex    | Italtrans Racing Team     | 19       | 0         | 0      | 0     | 0      | 46   | 18.º |
| Total |       |          |                           | 105      | 0         | 2      | 0     | 2      | 235  |      |

#### Por categoría
| Cat.  | Temp.     | 1.º Gran Premio | 1.º Podio     | 1.º Victoria | Carreras | Victorias | Podios | Poles | V.Ráp. | Pts | CM |
| ----- | --------- | --------------- | ------------- | ------------ | -------- | --------- | ------ | ----- | ------ | --- | -- |
| Moto3 | 2013-16   | Italia 2013     | Alemania 2016 |              | 50       | 0         | 2      | 0     | 2      | 129 | -  |
| Moto2 | 2017-19   | Catar 2017      |               |              | 55       | 0         | 0      | 0     | 0      | 106 | -  |
| Total | 2013–2019 | 2013–2019       | 2013–2019     | 2013–2019    | 105      | 0         | 2      | 0     | 2      | 235 | 0  |

#### Carreras por año
(Carreras en Negrita indica pole position, Carreras en cursiva indica vuelta rápida)
| Año  | Clase | Moto     | 1      | 2       | 3       | 4       | 5       | 6       | 7      | 8       | 9       | 10     | 11      | 12      | 13      | 14      | 15      | 16      | 17      | 18     | 19     | Pos. | Pts. |
| ---- | ----- | -------- | ------ | ------- | ------- | ------- | ------- | ------- | ------ | ------- | ------- | ------ | ------- | ------- | ------- | ------- | ------- | ------- | ------- | ------ | ------ | ---- | ---- |
| 2013 | Moto3 | Mahindra | QAT    | AME     | SPA     | FRA     | ITA 22  | CAT     | NED    | GER     | IND     | CZE    | GBR     | RSM 25  | ARA     | MAL     | AUS     | JPN     | VAL     |        |        | NC   | 0    |
| 2014 | Moto3 | Mahindra | QAT 23 | AME 25  | ARG Ret | SPA     | FRA     | ITA 18  | CAT 29 | NED 17  | GER Ret | IND 25 | CZE 25  | GBR 19  | RSM Ret | ARA 18  | JPN 23  | AUS Ret | MAL Ret | VAL 26 |        | NC   | 0    |
| 2015 | Moto3 | Honda    | QAT 11 | AME 7   | ARG 23  | SPA 16  | FRA 16  | ITA 13  | CAT 12 | NED Ret | GER 9   | IND 13 | CZE Ret | GBR Ret | RSM DNS | ARA DNS | JPN 14  | AUS Ret | MAL DNS | VAL    |        | 20.º | 33   |
| 2016 | Moto3 | KTM      | QAT 21 | ARG 4   | AME 5   | SPA Ret | FRA 10  | ITA Ret | CAT 19 | NED Ret | GER 2   | AUT 13 | CZE Ret | GBR 14  | RSM 6   | ARA 17  | JPN Ret | AUS 2   | MAL 5   | VAL 20 |        | 9.º  | 96   |
| 2017 | Moto2 | Kalex    | QAT 27 | ARG Ret | AME 20  | SPA 26  | FRA 19  | ITA 16  | CAT 14 | NED 18  | GER Ret | CZE 13 | AUT Ret | GBR 23  | RSM Ret | ARA 19  | JPN Ret | AUS Ret | MAL 13  | VAL 16 |        | 28.º | 8    |
| 2018 | Moto2 | Kalex    | QAT 19 | ARG 15  | AME 14  | SPA 15  | FRA 12  | ITA 8   | CAT 11 | NED 10  | GER Ret | CZE 14 | AUT 13  | GBR C   | RSM 14  | ARA 16  | THA 9   | JPN 16  | AUS 20  | MAL 12 | VAL 9  | 15.º | 52   |
| 2019 | Moto2 | Kalex    | QAT 13 | ARG 11  | AME 10  | SPA 14  | FRA Ret | ITA 18  | CAT 12 | NED 6   | GER 15  | CZE 14 | AUT 11  | GBR 15  | RSM 13  | ARA 17  | THA 13  | JPN 15  | AUS 18  | MAL 16 | VAL 20 | 18.º | 46   |

### Campeonato Mundial de Supersport

#### Por temporada
| Temp. | Moto          | Equipo                           | N.º   | Carreras | Victorias | Podios | Poles | V.Rap. | Pts. | Pos. |
| ----- | ------------- | -------------------------------- | ----- | -------- | --------- | ------ | ----- | ------ | ---- | ---- |
| 2020  | Yamaha YZF-R6 | Bardahl Evan Bros. WorldSSP Team | 55    | 15       | 12        | 13     | 7     | 11     | 333  | 1.º  |
| Total | Total         | Total                            | Total | 15       | 12        | 13     | 7     | 11     | 333  |      |

#### Carreras por año
(Carreras en Negrita indica pole position, Carreras en cursiva indica vuelta rápida)
| Año  | Moto   | 1     | 2     | 3     | 4     | 5     | 6     | 7     | 8     | 9     | 10    | 11    | 12    | 13      | 14    | 15    | Pos. | Pts. |
| ---- | ------ | ----- | ----- | ----- | ----- | ----- | ----- | ----- | ----- | ----- | ----- | ----- | ----- | ------- | ----- | ----- | ---- | ---- |
| 2020 | Yamaha | AUS 1 | SPA 1 | SPA 1 | POR 1 | POR 1 | SPA 1 | SPA 1 | SPA 1 | SPA 1 | SPA 4 | SPA 1 | FRA 1 | FRA Ret | POR 1 | POR 2 | 1.º  | 333  |

### Campeonato Mundial de Superbikes

#### Por temporada
| Temp. | Moto          | Equipo                          | N.º   | Carreras | Victorias | Podios | Poles | V.Ráp. | Pts. | Pos. |
| ----- | ------------- | ------------------------------- | ----- | -------- | --------- | ------ | ----- | ------ | ---- | ---- |
| 2021  | Yamaha YZF-R1 | Pata Yamaha with BRIXX WorldSBK | 55    | 37       | 0         | 4      | 0     | 0      | 291  | 4.º  |
| 2022  | Yamaha YZF-R1 | Pata Yamaha with BRIXX WorldSBK | 55    | 36       | 0         | 2      | 0     | 0      | 274  | 5.º  |
| 2023  | Yamaha YZF-R1 | Pata Yamaha Prometeon WorldSBK  | 55    | 36       | 0         | 8      | 0     | 0      | 327  | 4.º  |
| 2024  | Yamaha YZF-R1 | Pata Yamaha Prometeon WorldSBK  | 55    | 36       | 0         | 4      | 0     | 1      | 232  | 7.º  |
| 2025  | Yamaha YZF-R1 | PATA Maxus Yamaha               | 55    | 9        | 1         | 3      | 0     | 0      | 107* | 3.º* |
| Total | Total         | Total                           | Total | 154      | 1         | 21     | 0     | 1      | 1231 |      |

- * Temporada en curso.

#### Carreras por año
(Carreras en Negrita indica pole position, Carreras en cursiva indica vuelta rápida)
| Año  | Moto   | 1      | 1      | 1       | 2      | 2      | 2      | 3      | 3     | 3     | 4       | 4     | 4      | 5      | 5     | 5     | 6     | 6     | 6     | 7      | 7      | 7      | 8     | 8       | 8      | 9      | 9       | 9     | 10     | 10     | 10      | 11      | 11    | 11      | 12    | 12    | 12     | 13    | 13    | 13    | Pos. | Pts. |
| Año  | Moto   | R1     | CS     | R2      | R1     | CS     | R2     | R1     | CS    | R2    | R1      | CS    | R2     | R1     | CS    | R2    | R1    | CS    | R2    | R1     | CS     | R2     | R1    | CS      | R2     | R1     | CS      | R2    | R1     | CS     | R2      | R1      | CS    | R2      | R1    | CS    | R2     | R1    | CS    | R2    | Pos. | Pts. |
| ---- | ------ | ------ | ------ | ------- | ------ | ------ | ------ | ------ | ----- | ----- | ------- | ----- | ------ | ------ | ----- | ----- | ----- | ----- | ----- | ------ | ------ | ------ | ----- | ------- | ------ | ------ | ------- | ----- | ------ | ------ | ------- | ------- | ----- | ------- | ----- | ----- | ------ | ----- | ----- | ----- | ---- | ---- |
| 2021 | Yamaha | SPA 10 | SPA 12 | SPA 9   | POR 10 | POR 11 | POR 5  | ITA 9  | ITA 9 | ITA 9 | GBR Ret | GBR 9 | GBR 11 | NED 5  | NED 4 | NED 3 | CZE 3 | CZE 4 | CZE 4 | SPA 4  | SPA 4  | SPA 4  | FRA 3 | FRA 4   | FRA 4  | SPA 12 | SPA Ret | SPA 5 | SPA 4  | SPA C  | SPA 4   | POR Ret | POR 4 | POR 3   | ARG 8 | ARG 6 | ARG 7  | INA 4 | INA C | INA 8 | 4.º  | 291  |
| 2022 | Yamaha | SPA 5  | SPA 5  | SPA 19  | NED 4  | NED 4  | NED 2  | POR 4  | POR 5 | POR 5 | ITA 6   | ITA 6 | ITA 6  | GBR 10 | GBR 8 | GBR 8 | CZE 6 | CZE 6 | CZE 6 | FRA 7  | FRA 10 | FRA 7  | SPA 9 | SPA 20  | SPA 16 | POR 6  | POR 7   | POR 6 | ARG 8  | ARG 10 | ARG 8   | INA 4   | INA 3 | INA 4   | AUS 4 | AUS 5 | AUS 5  |       |       |       | 5.º  | 274  |
| 2023 | Yamaha | AUS 4  | AUS 5  | AUS 3   | INA 3  | INA 2  | INA 5  | NED 4  | NED 5 | NED 3 | SPA 4   | SPA 3 | SPA 7  | ITA 12 | ITA 7 | ITA 6 | GBR 5 | GBR 4 | GBR 8 | ITA 4  | ITA 3  | ITA 4  | CZE 6 | CZE Ret | CZE 7  | FRA 6  | FRA 4   | FRA 4 | SPA 4  | SPA 4  | SPA Ret | POR 9   | POR 3 | POR 5   | ESP 3 | ESP 5 | ESP 10 |       |       |       | 4.º  | 327  |
| 2024 | Yamaha | AUS 2  | AUS 2  | AUS Ret | BAR 5  | BAR 8  | BAR 13 | NED 12 | NED 6 | NED 5 | MIS 4   | MIS 4 | MIS 5  | GBR 6  | GBR 7 | GBR 7 | CZE 7 | CZE 6 | CZE 3 | POR 11 | POR 13 | POR 11 | FRA 8 | FRA Ret | FRA 9  | ITA 12 | ITA 7   | ITA 9 | ARA 10 | ARA 11 | ARA 9   | EST Ret | EST 4 | EST Ret | SPA 3 | SPA 5 | SPA 8  |       |       |       | 7.º  | 232  |
| 2025 | Yamaha | AUS 7  | AUS 6  | AUS 7   | POR 3  | POR 5  | POR 4  | NED 2  | NED 4 | NED 1 | ITA     | ITA   | ITA    | CZE    | CZE   | CZE   | MIS   | MIS   | MIS   | GBR    | GBR    | GBR    | HUN   | HUN     | HUN    | FRA    | FRA     | FRA   | ARA    | ARA    | ARA     | EST     | EST   | EST     | SPA   | SPA   | SPA    |       |       |       | 3.º* | 107* |

- * Temporada en curso.